# Hypotia saramitoi
Hypotia saramitoi is een vlinder uit de familie snuitmotten (Pyralidae). De wetenschappelijke naam van deze soort is voor het eerst geldig gepubliceerd in 1996 door Guillermet.
De soort komt voor in Réunion.